# Saint-Christophe-en-Champagne
Saint-Christophe-en-Champagne ist eine französische Gemeinde mit 214 Einwohnern (Stand: 1. Januar 2022) im Département Sarthe in der Region Pays de la Loire. Die Gemeinde gehört zum Arrondissement La Flèche und zum Kanton Loué. Die Einwohner werden Saint-Christophiens und Saint-Christophiennes genannt.

## Geografie
Saint-Christophe-en-Champagne liegt etwa 26 Kilometer westsüdwestlich von Le Mans in der historischen Provinz Maine. Umgeben wird Saint-Christophe-en-Champagne von den Nachbargemeinden Loué im Norden, Vallon-sur-Gée im Osten, Saint-Pierre-des-Bois im Süden, Saint-Ouen-en-Champagne im Westen sowie Mareil-en-Champagne im Nordwesten.

## Bevölkerungsentwicklung
| 1962                       | 1968 | 1975 | 1982 | 1990 | 1999 | 2006 | 2013 | 2020 |
| -------------------------- | ---- | ---- | ---- | ---- | ---- | ---- | ---- | ---- |
| 222                        | 203  | 181  | 147  | 171  | 190  | 194  | 199  | 206  |
| Quellen: Cassini und INSEE |      |      |      |      |      |      |      |      |

## Sehenswürdigkeiten
- Pfarrkirche Saint-Christophe aus dem 12. Jahrhundert, Umbauten aus dem 16. Jahrhundert, seit 1997 als Monument historique klassifiziert
- Haus La Maçonnière aus dem 17./18. Jahrhundert mit Garten aus dem 20. Jahrhundert, seit 1988 als Monument historique eingeschrieben
- Herrenhaus Monceaux aus dem 14. Jahrhundert mit Umbauten aus späterer Zeit

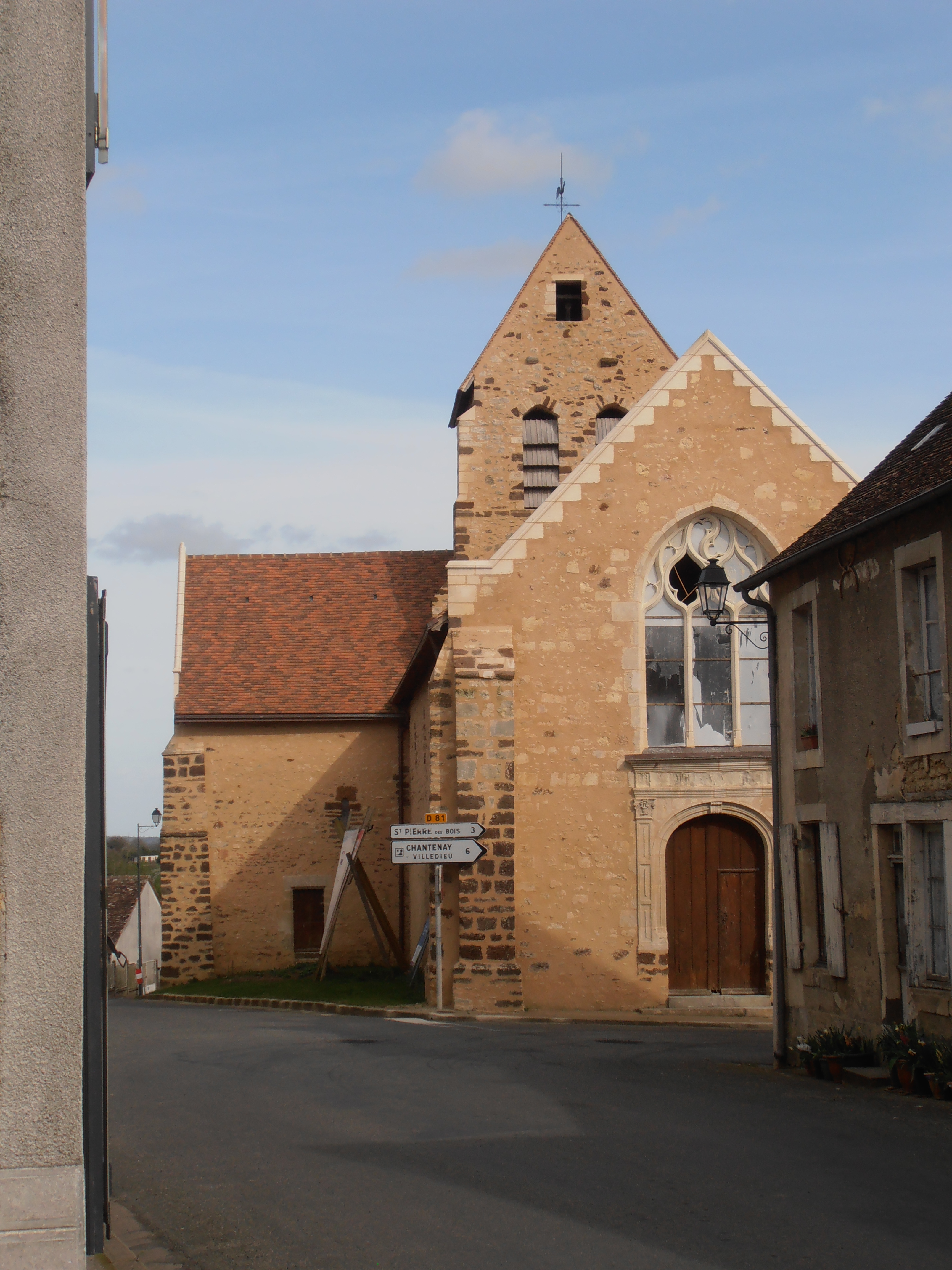
Kirche Saint-Christophe